# 石霜楚圆
石霜楚圓（987年—1040年），一名慈明，俗姓李，全州（今屬广西壮族自治区）人。宋代禪宗大師。法嗣於汾陽善昭禪師。
原為士子，廿二棄科舉在湘山隱靜寺出家，
謁臨濟宗禪師汾陽善昭，從善昭學道七年，辭歸。與當時翰林楊億、駙馬李遵勗皆為好友，互論禪理。長居潭州石霜寺，人稱石霜楚圓。於潭州興化寺示寂，春秋五十四。塔全身于石霜。諡號「慈明禪師」。楚圓弟子楊岐方會，開楊岐派，另一弟子黃龍慧南，開黃龍派。故楊、黃二派皆以楚圓為祖。

## 師承
- 汾陽善昭

## 弟子
- 楊岐方會
- 黃龍慧南

## 主要著作
- 《石霜楚圓禪師語錄》

## 外部連結
- X1338 石霜楚圓禪師語錄 （页面存档备份，存于）

- 石霜楚圆禅师悟道因缘 （页面存档备份，存于）